# Leonie Swann
Leonie Swann (pseudonimo; Dachau, 1975) è una scrittrice tedesca di gialli.
Ha studiato filosofia, psicologia e letteratura inglese a Monaco, e mentre scriveva la sua tesi di laurea ha cominciato a lavorare alla trama del suo primo giallo, Glennkill. 

## Premi
- 2006 Friedrich Glauser-Preis, nella sezione "Debuttanti" per il romanzo giallo Glennkill

## Opere
- Glennkill. Ein Schafskrimi. München: Goldmann, anno 2005. ISBN 3442301297 (tr. it. Glennkill, Milano: Bompiani, 2006).
- Il lupo Garou. Garou. anno 2010. ISBN 978-88-452-0113-4 (tr. it. Il lupo Garou, Milano: Bompiani, 2011).
- Mord in Sunset Hall. München: Goldmann, anno 2020. (tr. it Gray, Milano: Bompiani, 2020)